# Belinda (hold)
A Belinda az Uránusz kilencedik holdja. Átmérője nagyjából 90 km, távolsága az anyabolygótól kb. 75 000 km. A legtöbb Uránusz-holdhoz hasonlóan a Voyager–2 szonda fedezte fel 1986-ban. Nevét Alexander Pope angol költő A fürtrablás című költeményének alakjáról kapta.
Viszonylag keveset tudunk erről a holdról. A Voyager-2 képein egy erősen megnyúlt égitestnek látszik.
Mivel az Uránusz belső holdrendszere meglehetősen instabil, több hold összeütközését várják a csillagászok. Ezek közül a Belinda és a Cupid ütközése akár 10 millió éven belül várható.

## Külső hivatkozások
- A Belinda a NASA oldalán
- Az Uránusz holdjai, Scott S. Sheppard